# Gibbula tantilla
Gibbula tantilla is een slakkensoort uit de familie van de Trochidae. De wetenschappelijke naam van de soort is voor het eerst geldig gepubliceerd in 1890 door Monterosato.